# Jardines de Virginia Robinson
Los Jardines de Virginia Robinson (en inglés : Virginia Robinson Gardens) es una obra paisajista, mansión histórica, y jardín botánico ubicado en la finca de 6 acres de la familia Robinson en Beverly Hills, California, Estados Unidos.
Los "Robinson Gardens" están administrados por el Condado de Los Ángeles y abiertos al público de Visitas Docentes solamente previa reserva. La asociación « The Friends of Virginia Robinson Gardens » (Los amigos de los jardines de Virginia Robinson), apoyan esta señal enumerada en el National Register of Historic Places.

## Historia
Los jardines de Virginia Robinson son una muestra representativa de una finca residencial de principios de siglo XX.
Harry y Virginia Robinson eran muy conocidos en su época gracias a sus grandes almacenes llamados Robinson’s y a sus obras cívicas filantrópicas.
Construyeron la casa residencial principal en 1911, en un estilo arquitectónico Neomediterráneo. La residencia está decorada con antigüedades y artefactos recogidos alrededor del mundo
El pabellón de la piscina en estilo Neorrenacimiento fue edificado en 1924 teniendo como modelo Villa Pisani en la región de la Toscana de Italia.
El Pabellón domina sobre una piscina construida con azulejos de mosaico. Los paneles decorativos esgrafiados de la ornamentación adornan los arcos romanos en la entrada de solárium.

## Jardines
Los Jardines de Virginia Robinson van desde un estilo clásico italianizante a Tropical.
La finca tiene cinco jardines diferenciados
- La Jardín Terraza Renacimiento Italiano, con vistas de árboles maduros y terrazas de Citrus. Plantados bajo grandes Magnolias hay variedades de Camelias, Gardenias, y Azaleas.
- The Formal Mall Garden, con arriates de plantas perennes de flor y especímenes raros de Cycas.
- La Rosaleda, con una gran variedad de cultivares de Rosas.
- El Jardín de la Cocina, verduras y un Jardín de Hierbas.
- El Jardín Tropical de Palmas, incluye un bosquete de Palmas Reales (Archontophoenix cunninghamiana), que está considerado como el mayor existente en la parte continental de los Estados Unidos. La zona tropical también contiene Jengibres, Bananas, y Plumerias.